# Oedebasis regularis
Oedebasis regularis är en fjärilsart som beskrevs av Pierre E.L. Viette 1972. Oedebasis regularis ingår i släktet Oedebasis och familjen nattflyn. Inga underarter finns listade i Catalogue of Life.